# 룩셈부르크가
룩셈부르크가(룩셈부르크어: D'Lëtzebuerger Haus, 프랑스어: Maison de Luxembourg, 독일어: Haus Luxemburg)는 중세 후기 신성 로마 제국의 왕가이며,  1308년부터 1437년까지 룩셈부르크가 인물들은 독일의 왕, 신성 로마 황제뿐만 아니라 보헤미아, 헝가리, 크로아티아의 왕으로도 군림했었다.

## 역사
룩셈부르크 왕가는 본래의 룩셈부르크 백작들의 직접적인 후손들은 아니나, 대신에 이들의 친척인 로타링기아 공작가인 림부르크아를롱의 분가 출신들이었다. 1247년에 림부르크 공작 발레란 3세의 막내 아들 앙리는 어머니 에르메장드가 죽으면서 룩셈부르크 백국을 상속하며 룩셈부르크 백작 앙리 5세가 됐다. 어머니의 아버지인 맹인 백작 앙리는 아버지를 통해서 나뮈르의 백작 자리를 물려받았고, 또한 에르메장드라는 이름을 지녔던 어머니를 통해 룩셈부르크 백작 자리를 물려받았다. 앙리 5세의 외증조모는 아르덴가의 분가이자 10세기 말부터 룩셈부르크를 다스렸던 본래의 룩셈부르크가 출신이었다.

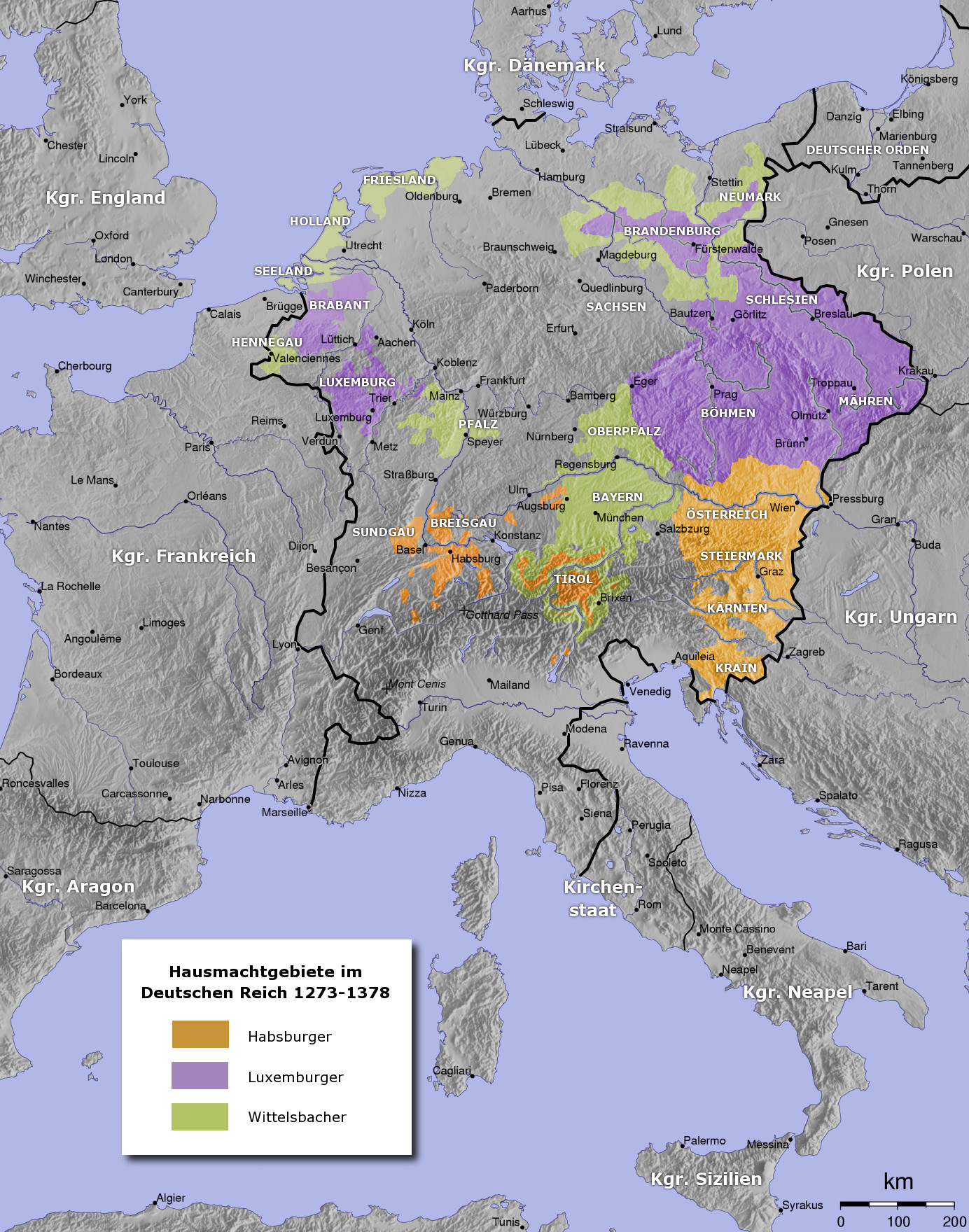
카를 4세 재위 당시 신성 로마 제국
합스부르크
룩셈부르크
비텔스바흐

1288년에 보링겐 전투에서 아버지인 룩셈부르크 백작 앙리 6세가 죽으면서, 앙리 5세의 손자 하인리히 7세가 1308년에 '로마인의 왕'으로 선출됐다. 이 선출은 합스부르크가 출신 독일의 왕 알브레히트 1세가 살해당하고 나서 불가피했고, 형제인 트리어 대주교 룩셈부르크의 보두앵의 지지를 받은 하인리히는 발루아 백작 샤를에 승리를 거둘 수 있었다. 하인리히는 1310년에 아들인 장과 프르셰미슬 왕조의 후계자인 보헤미아의 엘리자베트 간의 혼인을 주선했으며, 이 혼인을 통해 룩셈부르크가가 보헤미아 왕국을 획득하면서 합스부르크가 그리고 비텔스바흐가와 한층 효과적으로 힘를 겨룰 수 있게 하였다. 로마에서 신성 로마 황제로 즉위하고 나서 1년 뒤, 하인리히 7세는 이탈리아 원정 중이던 1313년에 사망하고 말았다.
룩셈부르크가의 부상에 대해 동요한 선제후들은 하인리히의 후계자인 얀 (장) 국왕이 제기한 권리들을 무시했고, 제국에 대한 통치권도 비텔스바흐가 출신 바이에른 공작 루트비히가 차지하였다. 대시에 얀은 보헤미아에 있는 통치권을 안정시키는 데 집중했고 서서히 1327년부터 1335년에 걸쳐 인접한 실레지아의 피아스트가 공작들을 봉신화하였다. 1346년에 그의 아들 카를 4세가 신성 로마 황제 제위에 올랐다. 카를이 반포한 1356년 금인칙서는 수세기간 제국의 헌법 역할을 했다. 카를은 1373년에 서쪽에서 브라반트와 림부르크를 획득했을 뿐만 아니라, 보헤미아 왕국 휘하로 과거의 루사티아 변경백국과 더불어 브란덴부르크 변경백국을 획득했다.
룩셈부르크가의 쇠퇴는 카를의 아들 바츨라프 시기 때 일어났는데, 그는 비텔스바흐가 출신의 팔츠 선제후 루프레히트를 왕으로 선정한 선제후들에 의해 1400년에 폐위당하고 말았다. 1410년에 통치권을 바츨라프의 형제 지기스문트가 되찾아왔는데, 그는 다시 한번 룩셈부르크가의 지배를 안정시키고 1417년 서방교회 대분열을 종결시키는 데도 일조했으나, 1437년에 그가 죽으면서 룩셈부르크가 직계는 단절되고 만다. 그의 자리를 사위인 합스부르크가의 오스트리아 대공 알브레히트 5세가 이어받았다. 합스부르크가는 최종적으로 룩셈부르크가에 승리를 거두고, 1780년에 마리아 테레지아의 죽음으로 직계가 단절될 때까지 신성 로마 제국을 지배했다.

## 주요 인물
- 하인리히 7세(1275년 ~ 1313년) - 신성 로마 제국의 황제
- 얀(1296년 ~ 1346년) - 보헤미아의 국왕, 룩셈부르크 백작
- 본 드 뤽상부르(1315년 ~ 1349년) - 프랑스의 국왕 장 2세의 왕비
- 카를 4세(1316년 ~ 1378년) - 신성 로마 제국의 황제, 보헤미아의 국왕, 룩셈부르크 백작
- 벤첼 1세(1337년 ~ 1383년) - 룩셈부르크의 백작, 룩셈부르크의 공작
- 바츨라프 4세(1361년 ~ 1419년) - 보헤미아의 국왕, 브란덴부르크 선제후, 독일의 국왕, 룩셈부르크 공작
- 보헤미아의 앤(1366년 ~ 1394년) - 잉글랜드의 국왕 리처드 2세의 왕비
- 지기스문트(1368년 ~ 1437년) - 신성 로마 제국의 황제, 보헤미아의 국왕, 헝가리의 국왕, 브란덴부르크 선제후, 룩셈부르크 공작